# Mali Turini
Mali Turini is een plaats in de gemeente Sveta Nedelja in de Kroatische provincie Istrië. De plaats telt 45 inwoners (2001).